# Copa Real Federación Española de Fútbol (fase autonómica de Cantabria)
La fase autonómica de Cantabria de la Copa Real Federación Española de Fútbol, es un campeonato oficial organizado por la Real Federación Cántabra de Fútbol (RFCF), bajo el auspicio de la Real Federación Española de Fútbol (RFEF), que enfrenta anualmente a algunos equipos de Cantabria.

## Historia
En la temporada 1993-94 se recupera la Copa Real Federación Española de Fútbol. Esta fase se desarrollará a nivel regional y podrán participar, mediante inscripción voluntaria, todos los equipos de la correspondiente federación territorial, de Primera Federación, Segunda Federación y Tercera Federación, de la pasada temporada que no se hayan clasificado bien a la Copa del Rey, o bien a la fase nacional de la Copa Real Federación Española de Fútbol.
El campeón acude a la fase nacional de la Copa Real Federación Española de Fútbol.
En función de lo que marque el Reglamento de Competiciones de Ámbito Estatal para la temporada, cada federación regional tendrá que comunicar, en fecha que determine el Departamento de Competiciones, el nombre del equipo que hubiese adquirido el derecho para 
participar en la Fase Nacional.

## Palmarés
| Temp.     | Campeón                         | Subcampeón                      | Resultado      |
| --------- | ------------------------------- | ------------------------------- | -------------- |
| 1993-94   | -                               | -                               | No disputada   |
| 1994-95   | Racing de Santander B           | -                               | -              |
| 1995-96   | C. D. Tropezón                  | -                               | -              |
| 1996-97   | C. D. Tropezón                  | Racing de Santander "B"         | 0-0 1-1        |
| 1997-98   | Racing de Santander "B"         | C. D. Tropezón                  | 4-1            |
| 1998-99   | Racing de Santander "B"         | C. D. Cayón                     | 0-0 0-0 (pen)  |
| 1999-2000 | S. D. Noja                      | R. S. Gimnástica de Torrelavega | 2-1 2-1        |
| 2000-01   | C. D. Tropezón                  | Velarde C. F.                   | 4-1 1-1        |
| 2001-02   | C. D. Tropezón                  | R. S. Gimnástica de Torrelavega | 0-0 1-1 (pen)  |
| 2002-03   | R. S. Gimnástica de Torrelavega | Ribamontán al Mar C. F.         | 1-0 0-0        |
| 2003-04   | Racing de Santander "B"         | S. D. Noja                      | 0-2 4-2        |
| 2004-05   | Velarde C. F.                   | S. D. Reocín                    | 0-2 3-1        |
| 2005-06   | Racing de Santander "B"         | R. S. Gimnástica de Torrelavega | 0-1 3-1        |
| 2006-07   | Racing de Santander "B"         | C. D. Tropezón                  | 2-1 2-0        |
| 2007-08   | Racing de Santander "B"         | C. D. Tropezón                  | 2-0 2-0        |
| 2008-09   | Racing de Santander "B"         | S. D. Noja                      | 0-0 3-2        |
| 2009-10   | SD Noja                         | Castro F. C.                    | 2-1 4-4        |
| 2010-11   | Racing de Santander B           | C. D. Cayón                     | 0-0 2-1        |
| 2011-12   | Racing de Santander "B"         | A. D. Siete Villas              | 3-0 1-1        |
| 2012-13   | Racing de Santander "B"         | Dep. Rayo Cantabria             | 3-1 2-0        |
| 2013-14   | C. D. Laredo                    | R. S. Gimnástica de Torrelavega | 1-2 1-0        |
| 2014-15   | C. D. Tropezón                  | C. D. Laredo                    | 3-2            |
| 2015-16   | R. S. Gimnástica de Torrelavega | C. D. Cayón                     | 1-0            |
| 2016-17   | Racing de Santander "B"         | Dep. Rayo Cantabria             | 1-0            |
| 2017-18   | U. M. Escobedo                  | C. D. Cayón                     | 3-0            |
| 2018-19   | C. D. Tropezón                  | U. M. Escobedo                  | 3-2            |
| 2019-20   | C. D. Tropezón                  | R. S. Gimnástica de Torrelavega | 3-1            |
| 2020-21   | -                               | -                               | No jugado      |
| 2021-22   | R. S. Gimnástica de Torrelavega | U. M. Escobedo                  | 4-0            |
| 2022-23   | C. D. Naval                     | C. D. Tropezón                  | 0-0 (pen)      |
| 2023-24   | C. D. Laredo                    | U. M. Escobedo                  | 2-0            |
| 2024-25   | C. F. Vimenor                   | C. D. Cayón                     | 0–0 (pen. 3-2) |

## Cuadro de campeones
| # | Equipo                          | Títulos | Ediciones |
| - | ------------------------------- | ------- | --- |
| 1 | Rayo Cantabria                  | 12      | 1994-95, 1997-98, 1998-99, 2003-04, 2005-06, 2006-07, 2007-08, 2008-09, 2010-11, 2011-12, 2012-13 y 2016-17. |
| 2 | C. D. Tropezón                  | 7       | 1995-96, 1996-97, 2000-01, 2001-02, 2014-15, 2018-19 y 2019-20.                                              |
| 3 | R. S. Gimnástica de Torrelavega | 3       | 20002-03, 2015-16 y 2021-22.                                                                                 |
| 4 | S. D. Noja                      | 2       | 1999-2000 y 2009-10.                                                                                         |
| 4 | C. D. Laredo                    | 2       | 2013-14 y 2023-24.                                                                                           |
| 5 | Velarde C. F.                   | 1       | 2004-05. |
| 5 | U. M. Escobedo                  | 1       | 2017-18. |
| 5 | C. D. Naval                     | 1       | 2022-23. |
| 5 | C. F. Vimenor                   | 1       | 2024-25. |